# Dietrich von Plettenberg (Dompropst)
Dietrich von Plettenberg (* 1560; † 10. März 1643) war ein römisch-katholischer Geistlicher, Dompropst in Paderborn und Domherr in Münster sowie Fürstlicher Rat.

## Leben
Dietrich von Plettenberg entstammte dem westfälischen Uradelsgeschlecht von Plettenberg, dessen Name auf den Stammsitz am Fuße des Plattberges nahe der Stadt Plettenberg zurückgeht. Zahlreiche namhafte Persönlichkeiten sind daraus hervorgegangen.
Er war der Sohn des Dietrich von Plettenberg zu Nehlen und dessen Gemahlin Katharina de Wendt zu Wiedenbrück. Nach einem vierjährigen Studium am Collegium Germanicum in Rom übertrug Papst Sixtus V. am 10. Februar 1586 die münstersche Dompräbende, die durch den Verzicht des Mainzer Erzbischofs Wolfgang von Mainz frei geworden war. Die Emanzipation folgte im Jahre 1589. Nach seiner Weihe zum Subdiakon am 11. März 1595 präsentierte ihn der Kurfürst Ernst von Bayern als Vicedominus. Er nahm dieses Amt am 15. März in Besitz, behielt sich aber einen möglichen Verzicht vor. Das Domkapitel hatte gegen dieses Ansinnen Bedenken. Am 23. Oktober 1597 erhielt er das Archidiakonat Haltern. Die Wahl zum Paderborner Domkantor fiel auf den 16. Dezember 1600. Am 2. Mai 1609 optierte Dietrich nach dem Tode des Domherrn Bernhard von Westerholt die Obedienz Helle. Am 31. Juli 1609 wurde er zum Domkellner gewählt. Nach einer Bedenkzeit nahm er dieses Amt zunächst für die Dauer eines Jahres an. Am 11. Januar 1619 optierte er nach dem Tode des Domherrn Georg Nagel das Archidiakonat Warendorf. Im Jahre 1620 wurde Dietrich zum Fürstlichen Rat bestallt. Der Kurfürst nahm während des Dreißigjährigen Krieges des Öfteren die Hilfe Dietrichs in diplomatischen Geschäften in Anspruch.
Am 22. April 1640 ist er als Dompropst zu Paderborn dokumentiert. Am 20. März 1643 wurde Dietrich vor dem Altar S. Blasii im Paderborner Dom beerdigt.